# Rudnei da Rosa
Rudnei da Rosa (ur. 7 października 1984) – brazylijski piłkarz występujący na pozycji pomocnika.

## Kariera piłkarska
Od 2005 roku występował w Figueirense, 15 de Novembro, Grêmio, Criciúma, Náutico, Avaí FC, Ventforet Kofu, Ceará, Cruzeiro EC, Spartak Władykaukaz, Portuguesa i Xinjiang Tianshan Leopard.